# 来夢来人 (小柳ルミ子の曲)
「来夢来人」（ライム ライト）は小柳ルミ子の30枚目のシングル。1980年1月25日にSMS Recordsから発売された。

## 概要
小柳は表題曲で同年の大晦日に放送された第31回NHK紅白歌合戦に出場した（10年連続10回目）。
TBSテレビ「ザ・ベストテン」では、1980年3月6日放映の「今週のスポットライト」コーナーに出演し、同曲を披露している。
当初は「五月雨女坂」というタイトルで松本隆の詞がついていたが、改めて岡田冨美子に依頼し差し替えられた。

## 収録曲
1. 来夢来人（ライム ライト）
作詞：岡田冨美子、作曲：筒美京平、編曲：萩田光雄
2. 雪見宿
作詞：松本隆、作曲：筒美京平、編曲：萩田光雄